# كيفن ماكي (مدرب كرة سلة)
كيفن ماكي (بالإنجليزية: Kevin Mackey)‏ هو مدرب كرة سلة أمريكي، ولد في 21 أغسطس 1946 في بوسطن في الولايات المتحدة.

## روابط خارجية
- كيفن ماكي على موقع كلية كرة السلة في سبورتس رفرنس.كوم (الإنجليزية)